# Teó (gramàtic)
Teó  (grec antic: Θέων, llatí: Theon; fl. segle i) fou un gramàtic d'Alexandria que va ensenyar a Roma durant els regnats dels emperadors August i Tiberi, i fou succeït per Apió Plistonices. Era fill del gramàtic Artemidor de Tars i cap de l'Escola d'Alexandria.
Fou autor d'un lexicó (Κωμικαὶ λέξεις) sobre les comèdies gregues, citat per Hesiqui d'Alexandria al proemi del seu propi Lexicó. Apareix citat en uns escolis d'Aristòfanes, l'autenticitat del qual és debatuda, i també és dubtós si fou l'autor del lexicó còmic citat per un altre escoli a Apol·loni de Rodes. Un Comentari de l'Odissea d'un tal Teó és citat a l' Etymologicum Magnum. És possible que un o ambdós dels comentaris sobre Homer i Apol·loni, estarien assignats a Eli Teó, també d'Alexandria.